# ブルーコーツ

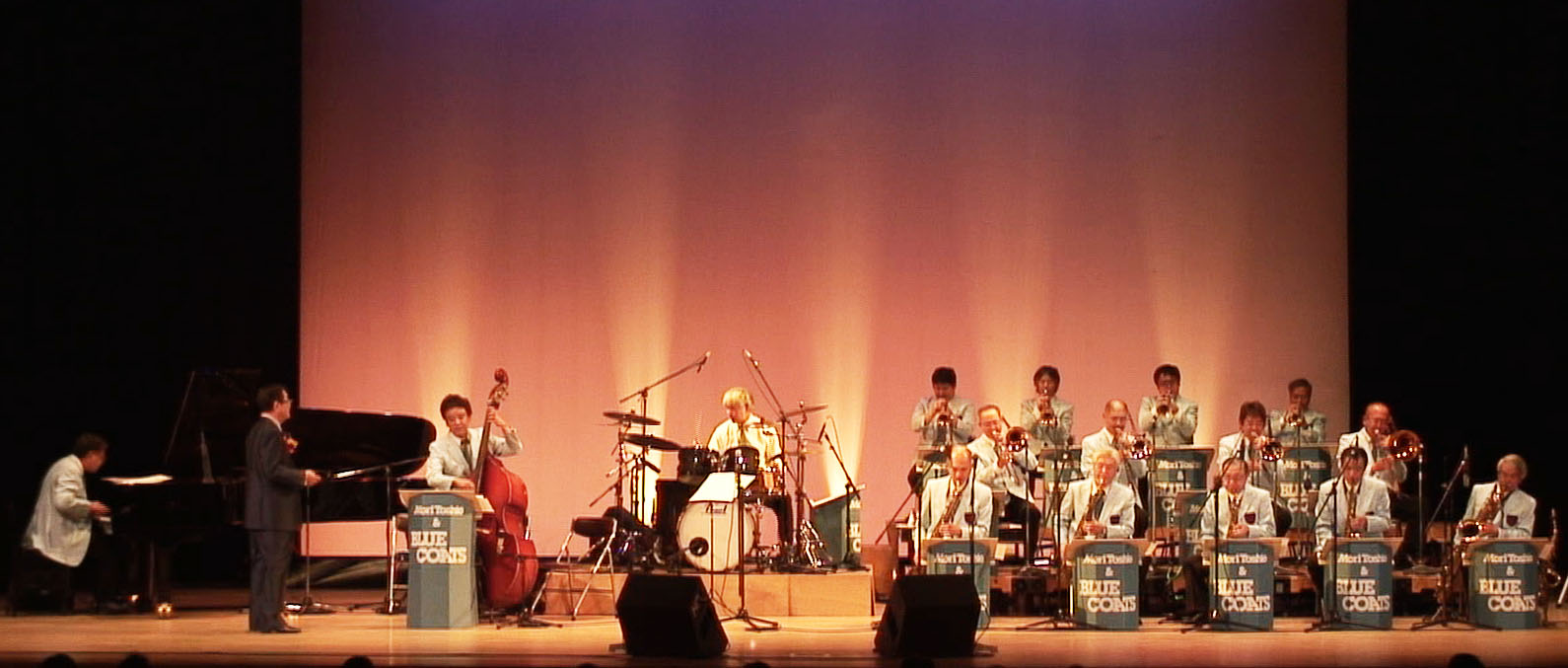
65th ANNIVERSARY RECITAL BLUE COATS ORCHESTRA

BLUE COATS ORCHESTRA（ブルーコーツオーケストラ）は、1946年の活動開始から現在に至るまで、最も長い歴史と伝統をもつ日本最古のビッグバンド。
2010年現在、3代目リーダーを森寿男が務めており「森寿男&ブルーコーツオーケストラ」名義で現在も活動を続けている。
その長い歴史の中から黛敏郎・笈田敏夫・ナンシー梅木・秋吉敏子・スリーグレイセス等、数多くの著名な音楽家が育っていった。

## 沿革
- 1936年：「ザ・フラタニティ・シンコペイターズ」が長尾正士・小原重徳・馬渡誠一たちによって結成。デビューコンサートを開催した。
- 1946年：終戦後、バラバラになっていた多くのメンバーが再集結し、「スウィング・オルフェアンズ」として活動開始。
- 1949年：初代リーダー・長尾正士を中心に、「ブルーコーツ」として活動を始める。
- 1951年：小島正雄が2代目リーダーに就任。トランペッターとして当時19歳で、東京芸術大学在学中の森寿男が入団。
- 1953年：スイングジャーナル誌の1952年度人気投票の集計結果で、「ブルーコーツ」がビッグバンド部門において首位を獲得。以後3年連続首位の座を維持する。
- 1955年：結成10周年コンサート「日劇ブルーコーツ・ショウ - ムーンライト・セレナーデ」を日劇で2週間開催。
- 1970年：森寿男が3代目リーダーに就任。
- 1976年：結成30周年コンサートが中野サンプラザホールで開催された。
- 1994年：結成45周年コンサート「華麗なるスイングジャズの世界」を開催。ブルーコーツOBオーケストラや、初代ピアニスト、黛敏郎たちと共演。
- 1995年：アメリカ合衆国アイオワ州クラリンダで毎年6月に開催されている、「グレンミラー・フェスティバル」に招聘され渡米。
- 1999年：ブルーコーツ結成50周年を迎え、東京都品川区のゆうぽうとにて、様々なゲストを招き開催。
- 2000年：12月23日クリスマス・ディナーショーで来日中のサリナ・ジョーンズと共演。
- 2004年：リーダーの森寿男が、スイングジャーナル社の2003年度【南里文雄賞】を受賞。「ブルーコーツ結成55周年記念ディナーコンサート」を開催。ブルーコーツの歴史をまとめた本『ジャズに情熱をかけた男たち』（瀬川昌久著）が発売された。
- 2010年：日比谷公会堂で「ブルーコーツ65周年 / 森寿男とブルーコーツ40周年コンサート」が開催。ブルーコーツ65周年記念アルバムとして『65th Anniversary 〜スイングしなけりゃ意味がない!〜 featuring Mami Horie & Masanori Satoh』がCAB RECORDSから発売。

## メンバー
2010年「ブルーコーツ65周年 / 森寿男とブルーコーツ40周年コンサート」の出演メンバーは以下。
- 森寿男（リーダー）2022年12月1日、誤嚥性肺炎のため死去。90歳没。
- 寺島基文（トランペット）
- 篠原国利（トランペット）
- 羽毛田耕士（トランペット）
- 上石統（トランペット）
- 岩崎俊信（トロンボーン）
- 内田日富（トロンボーン）
- 小林稔（トロンボーン）
- 渡辺亮（トロンボーン）
- 今野菊治（アルトサックス）
- 菊地武（アルトサックス）
- 田辺信男（テナーサックス）
- 内山正博（テナーサックス）
- 五十井梧楼（バリトンサックス）
- 内間修（ピアノ）
- 小高正志（ベース）
- 阿野次男（ドラムス）

## ディスコグラフィー
代表的な作品を表示。
【ジャズシリーズ：LP】
- オールジャパン・フルバンド・フェスティバルNo.2（テイチク）
- ブルーコーツ・プレイズ・デユーク・エリントン&カウント・ベイシー（テイチク）
- クラシックをジャズで（コロムビア）
- ダンスバンド・スタンダード・ミュージック（コロムビア）
- ミュージカル・スタンダード・デラックス（コロムビア）
- グレンミラー・スペシャル・ムード・イン・ニッポン（コロムビア）
- ダンス・アロング・ウィズ・ブルーコーツ（コロムビア）
- ウィズ・ハッピー・フィーリング（ビクター）
- スイングアップ・ブルーコーツ・プレイズ・ビリー・ストレイホーン（コロムビア）
- ABBA THE BIG BAND（コロムビア）
- ホット・ハウス / タッド・ダメロン集（コロムビア）
- ドンキホーテの詩【オリジナルジャズ組曲】（ワーナー・パイオニア）
- サテンドール（SMS）

【CD】
- 煙が目にしみる（キング）
- Dance Along With Blue Coats Special（50周年記念）（コロムビア）
- A列車で行こう【スイング・アップ・ブルーコーツ・プレイズ・ビリー・ストレイホーン】（コロムビア）
- センチメンタル・ジャーニー【ダンス・アロング・ウイズ・ブルーコーツ】（コロムビア）
- スイングしなけりゃ意味がない! featuring Mami Horie & Masanori Satoh（65周年記念）（CAB RECORDS）

【ダンスミュージックシリーズ：LP】
- DANCE DANCE DANCE Part-XI（ユピテル）
- DANCE DANCE DANCE Part-XIII（ユピテル）
- 永遠のポピュラーヒット曲 / ダンスタイム Vol.XII（テイチク）
- レッツ・ダンス-2（キング）
- レッツ・ダンス-7（キング）

## 主なテレビ出演
- 夢であいましょう（NHK）
- NHK紅白歌合戦（NHK）
- レッツゴーヤング（NHK）
- ビッグショー（NHK）
- 紅白歌のベストテン（NTV）
- 歌の祭典（TBS）
- 歌のグランプリ（TBS）
- 家族そろって歌合戦（TBS）
- ミュージックフェア（CX）
- アフタヌーンショー（NET）
- 13時ショー（NET）
- 題名のない音楽会（NET）